# ǁKaras
ǁKaras is een bestuurlijke regio in Namibië. Het is qua oppervlakte de grootste regio van het land. Het is ook de dunst bevolkte regio.
Tot augustus 2013 was de officiële naam van de regio 'Karas', dus zonder de laterale alveolaire klik aangegeven met ǁ.
In het oosten en het zuiden grenst ǁKaras aan Zuid-Afrika. De Oranjerivier vormt gedeeltelijk de natuurlijke grens. Het westen van de regio grenst aan de Atlantische Oceaan.
Een groot deel van ǁKaras bestaat uit woestijn, de Namib-woestijn. In het kustgebied wordt diamant ontgonnen, vooral aan de monding van de Oranjerivier bij de plaats Oranjemund en in de mijnen bij Rosh Pinah.

## Plaatsen
- Ariamsvlei, settlement area
- Aroab, village
- Aus, settlement area
- Aussenkehr, genomineerd als village
- Berseba, village
- Bethanie, village
- Grunau, settlement area
- Karasburg, municipality, 40 km²
- Keetmanshoop, municipality, 587 km²

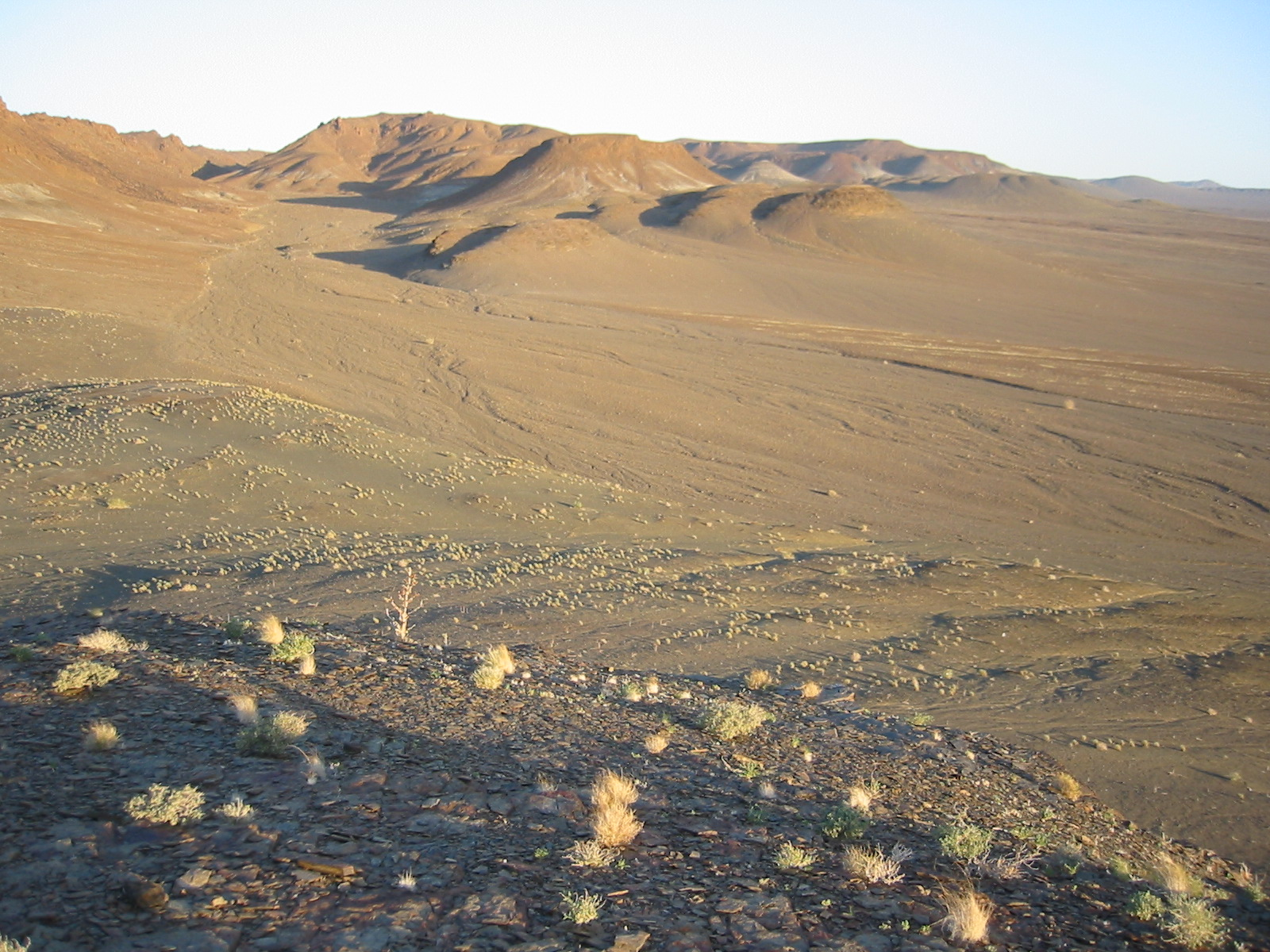
Namib-woestijn

- Koës, village
- Luderitz, town, 15 km²
- Noordoewer, settlement area
- Oranjemund, town, 6 km²
- Tses, village
- Warmbad, settlement area

Zambezi · Erongo · Hardap · ǁKaras · Kavango Oost · Kavango West · Khomas · Kunene · Ohangwena · Omaheke · Omusati · Oshana · Oshikoto · Otjozondjupa